# 何遗
何遗，越人，投降西汉后，受封为驰义侯。元鼎五年（公元前112年）秋，西汉汉武帝派10万大军分五路进攻南越国，其中一路的主帅为何遗，汉武帝让其以新设立的犍为郡的名义利用巴蜀和西南夷夜郎国的军队，直下牂柯江攻打南越国都城番禺。此时，西南夷且兰的君主害怕自己的军队远行后，会被别国趁虚而入，于是就谋反，杀了汉朝的使者和犍为郡的太守。故何遗未能率兵甲抵番禺伐越。汉朝此时调动巴蜀原先准备攻打南越国的八个校尉，包括何遗辅佐中郎将郭昌、卫广，率领充军的罪人去攻打且兰，并把且兰灭掉了。此时南越国的都城番禺已被伏波将军路博德和楼船将军杨仆率领的另两路军队攻陷，南越国灭国。巴蜀军队攻南越国的任务结束，汉武帝利用破南越国和且兰的兵威，让巴蜀军队又顺势灭了头兰、邛都、筰都、劳浸、靡莫等国，并迫势冉駹、夜郎、滇国臣服于汉朝。开置五郡。但因之前平南越时兵未及下，故未被加封。